# Zaporiźke (hromada Apostołowe)
Zaporiźke (ukr. Запорізьке) – wieś na Ukrainie, w obwodzie dniepropetrowskim, w rejonie krzyworoskim, w hromadzie Apostołowe. W 2001 liczyła 1261 mieszkańców, spośród których 1156 wskazało jako ojczysty język ukraiński, 90 rosyjski, 13 mołdawski, 1 białoruski, a 1 inny.